# Maddalena... zero in condotta
Maddalena... zero in condotta è un film del 1940 diretto e interpretato da Vittorio De Sica.
Il soggetto del film è tratto da una commedia ungherese di Laszlo Kadar, una tipica commedia degli equivoci già trasposta in film nel 1938 da Ladislao Vajda.  La pellicola è stata girata a Vienna e negli studi della Titanus alla Farnesina ottenendo il visto censura n. 31190 il 13 dicembre 1940.

## Trama
In un istituto tecnico commerciale di Roma la studentessa Maddalena Lenci trova tra le carte della professoressa Malgari una lettera d'amore indirizzata ad un immaginario destinatario, presente nel testo di esercizi di corrispondenza.
Nella lettera, indirizzata a Alfredo Hartman, tra l'altro è scritto il suo desiderio di conoscere il fantomatico destinatario, che in realtà esiste.
La studentessa privatista Eva, impadronitasi della lettera, la spedisce per errore all'indirizzo riportato nell'intestazione ed essa viene effettivamente recapitata ad Alfredo Hartman, un ricco industriale di Vienna.
Alfredo si incuriosisce a tal punto da voler conoscere la ragazza che l'ha scritta; parte dunque per Roma, dove incontra suo cugino, che lo aiuta nelle ricerche presso l'istituto frequentato da Maddalena.
Comincia così una commedia degli equivoci che avrà come epilogo un doppio matrimonio.

## Produzione
Il film si inserisce nel filone cinematografico riguardante l'ambiente scolastico ai tempi del fascismo che, scrive Gian Piero Brunetta, inizia con Seconda B di Goffredo Alessandrini, prodotto nel 1934 dalla «ICAR, casa editrice che ha rilevato gli stabilimenti Cines». A tale proposito lo stesso critico indica altri film quali Pensaci, Giacomino!, Ore 9: lezione di chimica, Il birichino di papà e Gian Burrasca.

## Distribuzione
Il film, una commedia che «addirittura introduce inflessioni dialettali bandite dal fascismo e una velata satira delle istituzioni scolastiche», riesce a passare le maglie della censura e ad uscire, ad esempio, prima del francese Zero in condotta di Jean Vigo, film  assolutamente anti-istituzionale e irriverente realizzato nel 1933 nel cui titolo vi è comunque una netta allusione a un giudizio positivo dello zero in condotta e che potrà uscire nelle sale francesi soltanto dopo la Liberazione di Parigi, nel 1946.

## Critica
Fabrizio Sarazani dalle pagine de Il Giornale d'Italia del 26 dicembre 1940: « [...] De Sica ha diretto con molta delicatezza, disegnando attorno ai vari tipi motivi di caricature e di sentimentalismo, con garbo e con scioltezza. Una regia e un'interpretazione che meritano lode: non c'è un momento in cui il film si affanni a cercare il ritmo: scivola via, anche per merito della sceneggiatura, con sicurezza di narrazione».
Filippo Sacchi nelle pagine del Corriere della Sera del 1º gennaio 1941: «È il definitivo diploma di regista di Vittorio De Sica. Mano pronta e felice tempismo intelligente, naturalezza narrativa. Ma soprattutto convincono la grazia, la leggerezza, l'affiatamento con cui ha saputo far muovere e parlare lo stuolo di giovani interpreti».

## Curiosità
- Gli attori Carla Del Poggio (al suo debutto), Vera Bergman e Guglielmo Barnabò reciteranno nuovamente insieme l'anno successivo nel film La bocca sulla strada (1941).
- A Vera Bergman fu assegnato il ruolo della professoressa Malgari nonostante l'attrice fosse appena ventenne.
- Il personaggio del bidello è doppiato da Aldo Fabrizi.
- La sequenza con Maddalena che prende tempo per essere salvata dal suono della campanella ha ispirato una scena del film di François Truffaut Gli anni in tasca del 1975, dove, alla domanda dell'insegnante, Patrick traccheggia fino a beccare «il suono della campanella che segna la fine delle lezioni».[4]